# Верес Роман
Роман Велес  (27 листопада 1907, Парище, Надвірнянський  повіт, Станіславівський округ, Королівство Галичини і Володимирії, Австро-Угорщина -  11 січня 1980, Чикаґо, США) - юрист, бібліотекар, бібліограф, музеєзнавець. Член Наукового товариства імені Тараса  Шевченка.

## Біографія
Народився у Парище на Надвірнянщині. Навчався у Станиславівській українській гімназії, матуру склав 1926 року.
Став членом 11 полку імені  Івана  Мазепи (Станиславів). Пластову Присягу склав 18 червня 1923; іменований розвідчиком 20 грудня 1923 року Згодом вступив до 15 куреня УУСП “Орден Залізної Остроги”.  Есперантист, іспит з есперанто склав 29 вересня 1929 року в Товаристві українських есперантистів “Progreso” в Коломиї. Керівник секції есперанто при ВПК. 
Протягом  1926—30 років  вивчав право й економіку на різних факультетах Львівського університету. Після отримання диплома юриста працював помічником адвоката, а згодом відкрив приватну юридичну  канцелярію в  Отинії Товмацького повіту.  Під час першої совєтської окупації учителював у селі Волосові, за німців працював у Вiдділі суспільної опіки Українського допомогового комітету. 
У 1944 році виїхав до Німеччини. Викладав в українській гімназії в Українському вільному університеті у Мюнхені, де здобув ступінь доктора філософії, захистивши працю “Три французькі конституції: 1791, 1875, 1946 рр.”.
У 1949 році еміґрував до США. У Мічиганському університеті 1956 року здобув ступінь маґістра з бібліотекознавства. Працював помічником бібліотекаря у Мічиганській публічній бібліотеці, бібліотекарем правничої книгозбірні Північно-Західного університету (м. Еванстон, Іллінойс), завідувачем бібліотеки Пресвітеріянського шпиталю ім. св. Луки в Чикаґо. 
Від початку 1960-х рр. член НТШ Америки, наприкінці 1970-х обраний дійсним членом НТШ:
- за рекомендацією Філологічної секції  Чиказького осередку НТШ 24 листопада 1973р.  виступав із доповіддю про бібліотечну справу в Україні  на Філологічній  секції Ювілейного наукового конґресу для відзначення 100-ліття НТШ у Нью-Йорку.
- Опубліковував  рецензії у квартальнику „Українська книга“
- Автор статті у „Записках НТШ“ (1976, т. СLXXXVІІ). [2]

Помер 11 січня 1980 в м. Чикаґо, США. Похований 15 січня на українському православному цвинтарі св. Андрія в Бавнд Бруку. 